# Norfolk (CDP, New York)
Pour les articles homonymes, voir Norfolk.
Norfolk est une census-designated place du comté de Saint Lawrence, dans l'État de New York, aux États-Unis,. En 2020, elle compte une population de 1 238 habitants.